# نجد الصادح (السياني)

تعديل مصدري - تعديل

نجد الصادح محلة تابعة لقرية عطبة، التابعة لعزلة الهادس بمديرية السياني إحدى مديريات محافظة إب في الجمهورية اليمنية.، بلغ تعداد سكانها 140 حسب تعداد اليمن لعام 2004.